# Список астероидов, пересекающих орбиту Нептуна

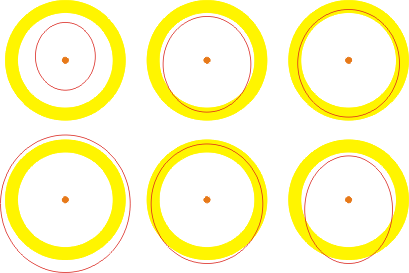
Внутренняя орбита: левый, верхний;
Внешняя орбита: левый, нижний;
Внутренний грейзер: средний, верхний;
Внешний грейзер: средний, нижний;
Коорбитальная орбита: правый, верхний;
Кроссер-орбита: правый, нижний

Нептун-кроссеры — это астероиды, орбиты которых пересекают орбиту Нептуна. Перигелий орбиты у таких астероидов располагается внутри орбиты Нептуна, то есть он меньше афелия Нептуна (30,441 а. е.), но больше её перигелия (29,766 а. е.).

## Список астероидов
В данном списке представлены астероиды, пересекающие орбиту Нептуна или входящие в неё снаружи, последние отмечены знаком ‡.
- (5145) Фол (Pholus)
- (7066) Несс (Nessus)
- (10370) Хилонома (Hylonome)
- (15788) 1993 SB
- (15820) 1994 TB
- (15875) 1996 TP66
- (19299) 1996 SZ4
- (20161) 1996 TR66
- (20461) Диоретса (Dioretsa)

| - (26308) 1998 SM165 ‡ - (28978) Иксион (Ixion) ‡ - (29981) 1999 TD10 - (32929) 1995 QY9 - (33128) 1998 BU48 - (33340) 1998 VG44 - (38628) Хуйа (Huya) - (42355) Тифон (Typhon) | - (44594) 1999 OX3 - (47932) 2000 GN171 - (52975) Киллар (Cyllarus) - (54520) 2000 PJ30 - (55576) Амик - (55638) 2002 VE95 - (60608) 2000 EE173 - (65407) 2002 RP120 | - (65489) Кето - (73480) 2002 PN34 - (78799) 2002 XW93 - (84719) 2002 VR128 - (87269) 2000 OO67 - (87555) 2000 QB243 - (88269) 2001 KF77 |